# 3. maj
3. maj er dag 123 i året i den gregorianske kalender (dag 124 i skudår). Der er 242 dage tilbage af året.
- Dagens navn er Korsmesse (el. Korsmisse). Tidligere en kirkefest til minde om, at kejser Konstantin den Stores moder, Helene, i Jerusalem i år 326 fandt 3 kors. Nordisk bondetradition siger, at kornet bliver særlig godt, når det sås på vårens korsmessedag – og at svalerne vender tilbage denne dag.

- FN's internationale Verdensdag for pressefrihed.

### Begivenheder
Født - Dødsfald
- 1376 - Prins Oluf, søn af kong Håkon 6. af Norge og Margrete 1. af Danmark, vælges til Danmarks konge med sine forældre som formyndere. Med en alder af 5 år er han Danmarks hidtil yngste konge.
- 1481 - Et kraftigt jordskælv rammer øen Rhodos og omkring 30.000 mennesker omkommer.
- 1642 - Heinrich Schütz ansættes som kapelmester ved Christian IVs hof.
- 1660 - Freden i Oliwa afslutter Karl 10. Gustavs polske krig mellem Sverige på den ene side og på den anden side Den polsk-litauiske realunion, den tyske kejser samt Markgrevskabet Brandenburg.
- 1791 - Forfatningen af 3. maj 1791 proklameres i Sejm i Den polsk-litauiske realunion som den første moderne forfatning i Europa.
- 1808 - Under Den finske krig indtager Rusland den svenske fæstning Sveaborg.
- 1830 - Verdens første regelmæssige passagerbefordring med jernbane åbnes mellem Bogshole Farm og South Street i grevskabet Kent i England. Det bliver kørt af damplokomotivet "Invicta".
- 1849 - Majopstanden i Dresden begynder som den sidste af Revolutionerne i 1848.
- 1860 - Ved en ceremoni i Stockholm krones Karl 15. af Sverige på sin 34-års fødselsdag til konge af Den svensk-norske union.
- 1915 - Italien opsiger Tripelalliancen med Tyskland og Østrig-Ungarn for senere på måneden at erklære Østrig-Ungarn krig.
- 1916 - Den irske nationalist Patrick Pearse hænges i Kilmainham fængslet udenfor Dublin.
- 1921 - Den amerikanske delstat West Virginia bliver den første stat, der vedtager omsætningsafgift, men selve indførelsen sker dog første nogle år senere af praktiske årsager.
- 1921 - Den britiske Government of Ireland Act 1920 træder i kraft, hvorved Irland opdeles i to hjemmestyreområder: Nordirland og Sydirland.
- 1942 - Den Kejserlige japanske flåde invaderer øen Tulagi i Solomonøerne, hvilket leder til Slaget om Koralhavet mellem japanske og amerikanske og australske flådeenheder.
- 1945 - Fly fra Royal Air Force sænker fangeskibene Cap Arcona, Thielbek og Deutschland i Lübeck Bugt, hvorved ca. 7.000 tyske fanger omkommer.
- 1951 - London's Royal Festival Hall åbner.
- 1952 - Hestevæddeløbet Kentucky Derby vises for første gang på nationalt tv i USA via CBS-netværket.
- 1960 - Frihandelsorganisationen EFTA træder i kraft. Den blev kaldes "De 7" pga. de syv medlemslande: Storbritannien, Danmark, Norge, Sverige, Østrig, Schweiz og Portugal.
- 1960 - Anne Franks hus i Amsterdam i Holland åbnes for offentligheden.[1]
- 1965 - Den store ølstrejke starter, da 6.000 bryggeriarbejdere forkaster et mæglingsforslag. Strejken kommer til at vare til den 13. juni, hvor et nyt mæglingsforslag vedtages.
- 1971 - Erich Honecker udnævnes til generalsekretær i DDR's kommunistparti Sozialistische Einheitspartei Deutschlands, som han forbliver leder af indtil 1989.[2]
- 1972 - Sterling Airways køber seks nye fly for 540 millioner kr. og bliver dermed verdens største charterselskab.
- 1976 - I Folketinget forhindrer løsgængeren Hans Jørgen Lembourn lukningen af RUC ved at fremsætte et dagsordensforslag, der opnår flertal.
- 1977 - Storebæltsforbindelsen bliver udbudt i international licitation.
- 1979 - De konservative vinder parlamentsvalget i Storbritannien, og Margaret Thatcher tiltræder dagen efter som Storbritanniens første kvindelige premierminister.
- 1986 - Ved det internationale Melodi Grand Prix i Bergen i Norge vinder Sandra Kim fra Belgien med "J'aime la Vie". Det danske bidrag "Du er fuld af løgn" med Lise Haavik og Trax bliver nr. 6.
- 1987 - Fagbevægelsens dagblad Aktuelt skifter navn til Det Fri Aktuelt.
- 1999 - Oklahoma City rammes af en voldsom tornado, og 42 mennesker omkommer, 665 såres, mens de materielle skader beløber sig til omkring 1 milliard dollars.
- 2007 - Den treårige britiske pige Madeleine McCann forsvinder i byen Praia da Luz i Portugal.
- 2012 - Flyselskabet Cimber Sterling erklæres konkurs.

### Født
- 1469 - Niccolò Machiavelli, italiensk historiker og politisk forfatter (død 1527).
- 1678 - Amaro Pargo, spansk kaper og købmand (død 1747).
- 1826 - Karl 15., svensk-norsk konge (død 1872).
- 1849 - Jacob A. Riis, dansk-amerikansk journalist og fotograf (død 1914).
- 1831 - H.P. Ingerslev, dansk godsejer, politiker og minister (død 1896).
- 1858 - Alfred Schmidt, dansk tegner og maler (død 1938).
- 1886 - Marcel Dupré, fransk komponist og organist (død 1971).
- 1893 - Konstantine Gamsakhurdia, georgisk forfatter og nationalist (død 1975).
- 1898 - Golda Meïr, israelsk politiker (død 1978).
- 1906 - Mary Astor, amerikansk skuespiller (død 1987).
- 1913 - Peer Gregaard, dansk teaterleder (død 1998).
- 1917 - Kiro Gligorov, makedonsk præsident (død 2012).
- 1919 - Pete Seeger, amerikansk folkesanger (død 2014).
- 1925 - Walther Kaiser-Hansen, dansk travtræner.
- 1928 - James Brown, amerikansk sanger og trommeslager (død 2006).
- 1939 - Otto Steen Due, dansk klassisk filolog og oversætter (død 2008).
- 1947 - Jens Peter Vernersen, dansk folketingsmedlem.
- 1963 - Birgitte Prins, dansk skuespiller.
- 1965 - John "Faxe" Jensen, dansk fodboldspiller og -træner.
- 1966 - Henriette Kjær, dansk folketingsmedlem og tidligere minister.
- 1972 - Sandy Brinck, dansk cand.scient.pol. og tidligere folketingsmedlem.
- 1996 - Cesar Yedra, venezuelansk skuespiller.

### Dødsfald
- 1704 - Heinrich Ignaz Franz von Biber, bøhmisk komponist og violinist (født 1644).
- 1758 - Benedikt 14., italienskfødt pave (født 1675).
- 1819 - Wilhelmina Geertruida van Idsinga, frisisk maler (født 1788).
- 1865 - Peder Malling, dansk arkitekt (født 1781).
- 1942 - Thorvald Stauning, dansk statsminister (født 1873).
- 1967 - Tavs Neiiendam, dansk skuespiller og instruktør (født 1898).
- 1997 - Narciso Yepes, spansk guitarist (født 1927).
- 2001 - Peder Nyman, dansk avistegner (født 1940).
- 2006 - Earl Woods, amerikansk idrætsudøver (født 1932).
- 2006 - Karel Appel, hollandsk maler (født 1921).
- 2007 - Wally Schirra, amerikansk astronaut (født 1923).
- 2010 - Leif Roden, dansk musiker (født 1948)
- 2012 - Rolf Slot-Henriksen, dansk præst og aktivist (født 1950)

|  | Denne datoartikel kan blive bedre, hvis der indsættes et (bedre) billede Du kan hjælpe ved at afsøge Wikimedia Commons for et passende billede eller uploade et godt billede til Wikimedia Commons iht. de tilladte licenser og indsætte det i artiklen. |

1. ↑  "Anne Frank House appeals for public support sixty years after opening". DutchNews.nl. 3. maj 2020. Hentet 18. januar 2021.
2. ↑  Winkler, Heinrich August (2007). Germany: The Long Road West, Vol. 2: 1933–1990. Oxford University Press. s. 266-268.